# るみと二三子の演歌流行歌
るみと二三子の演歌流行歌（るみとふみこのえんかはやりうた）は、かつて岐阜放送ラジオで毎週日曜午前9:30-10:00に放送していた番組。青山るみと歌川二三子が、様々な演歌・歌謡曲の歌手をゲストにほのぼのトークをする番組だった。

## スポンサー
- KRHカンパニーリミテッド